# Октага (Оклахома)
Октага (англ. Oktaha) — город в округе Маскоги, штат Оклахома (США).

## Этимология
Город был назван в честь вождя племени Криков Октагарсаса Харджо.

## История
Населённый пункт возник в 1872 году как остановка у железной дороги MK&T "Katy" Railroad. К 1900 году у города появилось собственное почтовое отделение. К середине XX века местный бизнес начал испытывать проблемы, вызванные, в частности, изменением маршрута автомагистрали US 69, ранее проходившей рядом с городом.